# AWMF-Leitlinienprogramm

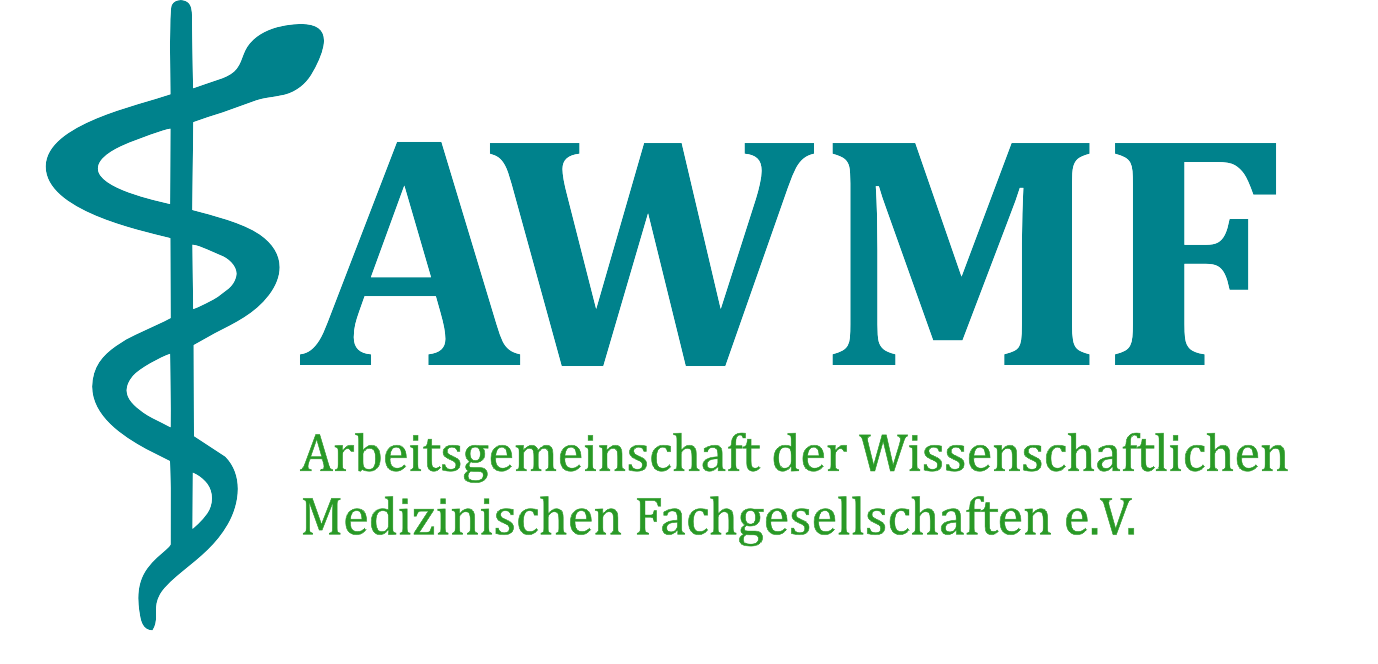

Das AWMF-Leitlinienprogramm ist eine 1995 gegründete Initiative der Arbeitsgemeinschaft der Wissenschaftlichen Medizinischen Fachgesellschaften (AWMF) zur Förderung der Entwicklung und Verbreitung Medizinischer Leitlinien in Deutschland. In diesem Rahmen existiert seit dem Jahr 2000 das AWMF-Leitlinienportal.

## Ziele
Ziele des Programms sind die Förderung und Unterstützung der Entwicklung, Aktualisierung und Implementierung wissenschaftlich begründeter und praktikabler Leitlinien zur wissensbasierten Patientenversorgung. Im Mittelpunkt stehen die Qualitätssicherung, Veröffentlichung und administrative Unterstützung von Leitlinienprojekten der medizinischen Fachgesellschaften die Mitglied der AWMF sind (siehe Liste der Mitgliedsgesellschaften der AWMF).

## Hintergrund
Auf Initiative des Sachverständigenrats für die Konzertierte Aktion im Gesundheitswesen hatte die AWMF 1995 begonnen, Leitlinien und Empfehlungen der Wissenschaftlichen Medizinischen Fachgesellschaften zu erfassen und Empfehlungen zur Leitlinienqualität zu entwickeln.
Seit 1997 unterhält die Institution ein Leitlinienportal im Internet Wissensbasierte Leitlinien für Diagnostik und Therapie im Internet mit Informationen über existierende Leitlinien der AWMF-Mitglieder sowie mit methodischen Grundlagen und Qualitätskriterien für Leitlinien.
Zur Förderung und Weiterentwicklung der Leitlinienaktivitäten hat die AWMF 2009 die Einrichtung des AWMF-Institut für Medizinisches Wissensmanagement (AWMF-IMWi) beschlossen. Aufgaben des Instituts sind die Pflege des Leitlinienregisters der AWMF, Weiterentwicklung der Leitlinienmethodik, methodische Unterstützung von Leitliniengruppen der wissenschaftlichen Fachgesellschaften und Aufbau von Kompetenzen in den Fachgesellschaften durch AWMF-Seminare für Leitlinienentwickelnde und -berater.

## Aktivitäten
Im Rahmen des Programms werden unter Federführung medizinischer Fachgesellschaften evidenzbasierte Behandlungsleitlinien entwickelt und fortgeschrieben, die sich an Fachpersonal richten. Zusätzlich entstehen laienverständliche Gesundheitsinformationen, die auf den medizinischen Fachinformationen aufbauen.
Methodische Grundlage ist das AWMF-Regelwerk Leitlinien. Leitlinien, die unter Berücksichtigung der dort beschriebenen Empfehlungen entwickelt wurden, werden im AWMF-Leitlinienregister über das Internet allgemein zugänglich gemacht.

## Veröffentlichungen
- Albrecht Encke, Ina Kopp: Arbeitsgemeinschaft der Wissenschaftlichen Medizinischen Fachgesellschaften. In: J. Jünger, W. Bertram, K. Brass, A. Mutschler, E. Nagel (Hrsg.): Heilkunst Reloaded. Medizingeschichten von Entdeckergeist, Mut und Gestaltungskraft. MVV Medizinisch  Wissenschaftliche Verlagsgesellschaft, Berlin 2023. S. 335–338. ISBN 978-3-95466-852-6
- I. B. Kopp, M. Nothacker, D. Klemperer:  Management von Interessenkonflikten in Leitlinien. In: Klaus Lieb, David  Klemperer, R. Kölbel, W.-D. Ludwig (Hrsg.): Interessenkonflikte, Korruption und Compliance im Gesundheitswesen, MVV Medizinisch Wissenschaftliche Verlagsgesellschaft, Berlin 2018, ISBN 978-3-95466-345-3, S. 177–185
- M. Nothacker, I. B. Kopp: Anforderungen an Leitlinien – Verbesserung der Berichtsqualität erforderlich?! Z Evid Fortbild Qual Gesundhwes. 2017;127-128:1-2. PMID 29129592
- Wilfried Lorenz, Günter Ollenschläger, M. Geraedts, Ferdinand M. Gerlach, A. Gandjour, A. Helou, H. Kirchner, M. Koller, Karl Lauterbach, Hans Reinauer, H. Sitter, C. Thomeczek: Das Leitlinienmanual von AWMF und ÄZQ. ZaeFQ 2001; 95 (Suppl. I): 1-84